# Distretto di Muhanga
Il distretto di Muhanga è un distretto (akarere) del Ruanda, parte della Provincia Meridionale, con capoluogo Nyamabuye.
Il distretto si compone di 12 settori (imirenge):
- Cyeza
- Kabacuzi
- Kibangu
- Kiyumba
- Muhanga
- Mushishiro
- Nyabinoni
- Nyamabuye
- Nyarusange
- Rongi
- Rugendabari
- Shyogwe